# Annan (Fluss)
Der Annan, schottisch-gälisch: Abhainn Anainn, vermutlich nach der Flussgottheit Anu, ist ein Fluss in der schottischen Council Area Dumfries and Galloway. Er ist namensgebend für die historische Provinz Annandale.

## Verlauf
Der Fluss entsteht durch den Zusammenfluss mehrerer Quellbäche an den südlichen Hängen des Hart Fell in einer Höhe von rund 370 m. Der Ort befindet sich nahe den Grenzen der historischen Grafschaften Lanarkshire, Peeblesshire und Dumfriesshire in kurzer Entfernung zu den Quellen von Tweed und Clyde. Sein 67,14 Kilometer langer Lauf führt vornehmlich in südlicher Richtung. Auf seinem Oberlauf fließt der Annan durch ein als Annandale bezeichnetes Tal, das die Moffat Hills von den Lowther Hills trennt.
Der Annan fließt durch zahlreiche Ortschaften und wenige Kleinstädte. Zu den bedeutendsten zählen Moffat, Johnstonebridge, Brydekirk und Annan. Zwei Kilometer südlich von Annan mündet der Annan in den Solway Firth, der sich schließlich zu einer Bucht weitet und in der Irischen See aufgeht.

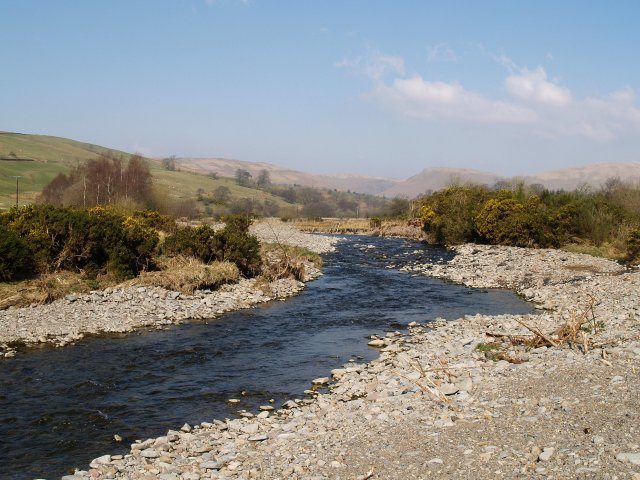
Oberlauf des Annan
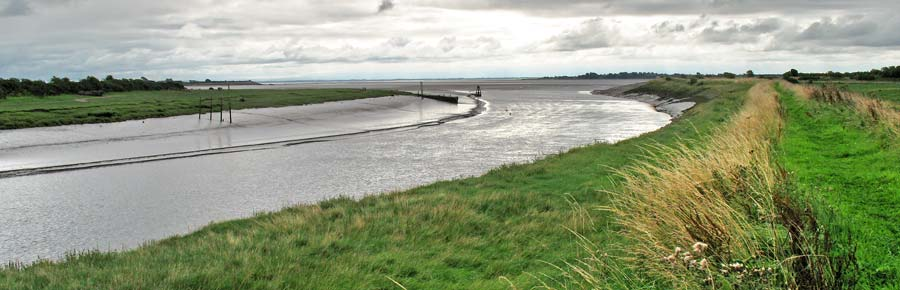
Mündung in den Solway Firth

## Zuflüsse
Entlang seines Laufes nimmt der Annan zahlreiche Bäche auf. Zu den bedeutendsten linken Zuflüssen zählen das Water of Milk bei Ecclefechan, das Dryfe Water bei Lockerbie, das Whamphray Water bei Johnstonebridge, das Moffat Water sowie das Birnock Water bei Moffat. Von rechts münden bei Lochmaben das Kinnel Water und bei Beattock das Evan Water ein.

## Brücken
Mit der A74(M), der A78, der A701 sowie der A709 queren neben zahlreichen Nebenstraßen vier Fernverkehrsstraßen den Annan. Von den zahlreichen den Annan überspannenden Brücken sind die Millhouse Bridge, die Shillahill Bridge, die Hoddom Bridge, die Brydekirk Bridge und der Annan Bridge als Denkmäler der höchsten schottischen Denkmalkategorie A klassifiziert.

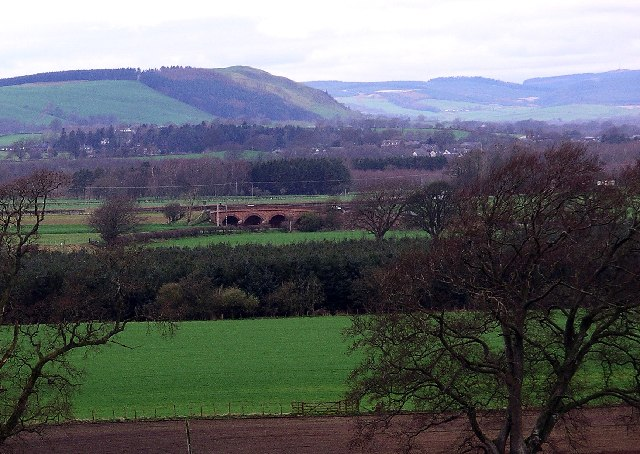
Shillahill Bridge
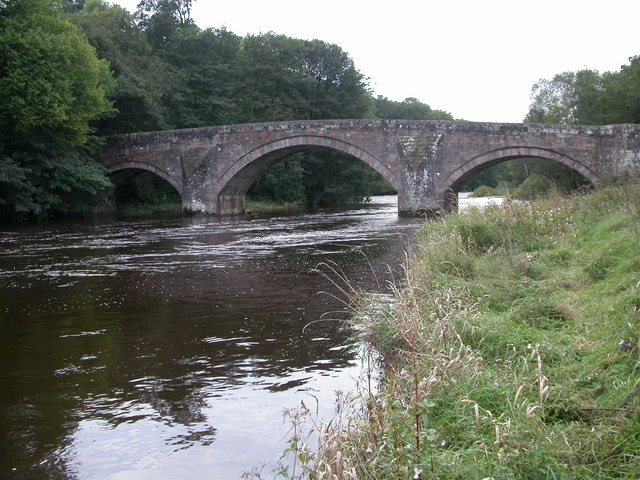
Hoddom Bridge
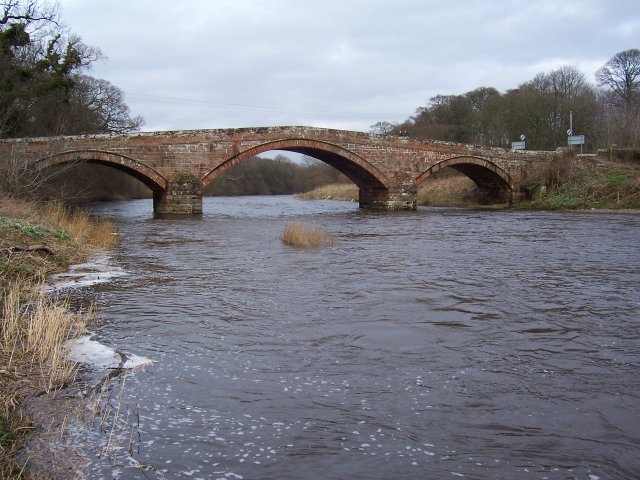
Brydekirk Bridge
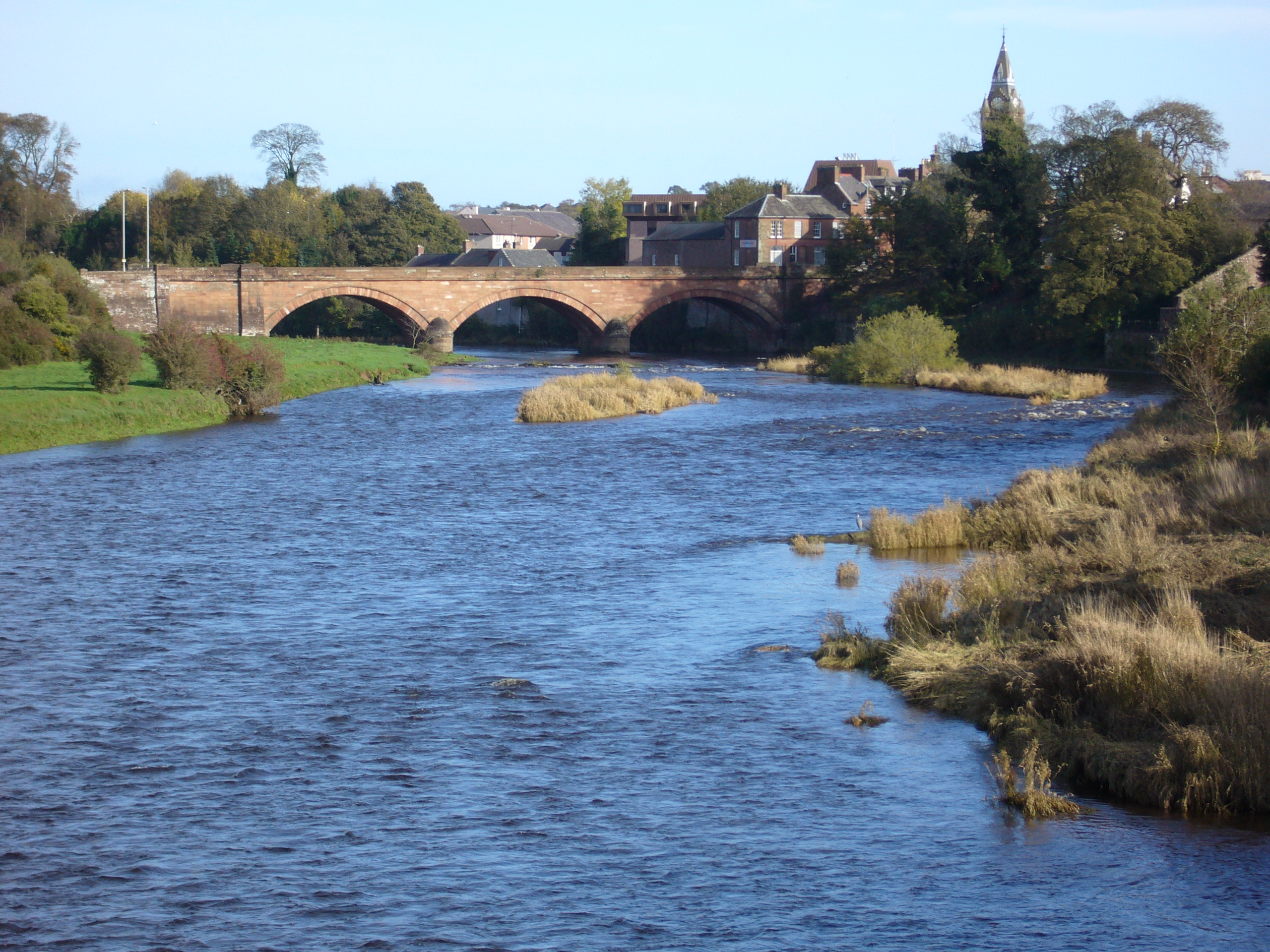
Annan Bridge